# Sheila Fitzpatrick
Pour les articles homonymes, voir Fitzpatrick.
Sheila Fitzpatrick, née le 4 juin 1941 à Melbourne, est une historienne américaine d'origine australienne. Elle enseigne l'histoire de la Russie à l'Université de Chicago.

## Biographie
Sheila Fitzpatrick est membre de l'Académie américaine des arts et des sciences et de l'Australian Academy of the Humanities. Elle a été présidente de l'American Association for Slavic and East European Studies. En 2002, elle reçoit une récompense de la Mellon Foundation pour ses travaux universitaires. 
En marge de ses recherches, Sheila Fitzpatrick se produit en tant que violoniste dans des orchestres de musique de chambre.

## Recherches
Ses recherches se sont concentrées sur l'histoire sociale et culturelle de la période stalinienne, particulièrement sur les aspects de l'identité sociale et de la vie quotidienne. Elle se consacre actuellement aux changements sociaux et culturels dans la Russie soviétique des années 1950 et 1960.
Dans ses premiers travaux, Sheila Fitzpatrick a insisté sur le thème de la mobilité sociale, suggérant que l’opportunité pour la classe ouvrière de s’élever socialement et de constituer une nouvelle élite a joué un rôle dans la légitimation du régime durant la période stalinienne. Malgré sa brutalité, le stalinisme en tant que culture politique aurait réalisé les objectifs démocratiques de la révolution. Le centre de l’attention s’est toujours porté sur les victimes des purges plutôt que sur ses bénéficiaires, constatait l'historienne. Pourtant, en conséquence de la « Grande Purge », des milliers d’ouvriers et de communistes qui ont eu accès aux écoles techniques supérieures durant le premier plan quinquennal ont reçu des promotions à des postes dans l’industrie, le gouvernement et la direction du Parti.
La « révolution culturelle » de la fin des années 1920 et les purges qui secouèrent les milieux scientifiques, littéraires, artistiques et le groupe des cadres de l’industrie s’expliqueraient en partie par une sorte de « lutte des classes » des ouvriers contre les cadres et les intellectuels « bourgeois ». Les hommes qui s’élevèrent dans les années 1930 jouèrent un rôle actif pour se débarrasser des anciens dirigeants qui bloquaient leur propre promotion. Selon Sheila Fitzpatrick, le « Grand Tournant » trouvait ses origines dans des initiatives d’en bas plutôt que dans des décisions du sommet. Dans cette vision, la politique stalinienne reposait sur des forces sociales et offrait une réponse au radicalisme populaire, ce qui a permis l’existence d’un consensus partiel entre le régime et la société dans les années 1930.
Dans des ouvrages postérieurs, l'historienne américaine a abandonné sa vision d’une « révolution par le bas » pour qualifier les bouleversements des années 1929-1933, n’ayant pas pu en établir la preuve. Elle s’est ralliée au concept de « révolution par le haut », estimant que le changement s’est toujours fait sur l’initiative des dirigeants.

## Débats historiographiques
Sheila Fitzpatrick a été la chef de file de la seconde génération des historiens « révisionnistes ». C’est la première à avoir désigné le groupe des soviétologues travaillant sur le stalinisme dans les années 1980 comme une « nouvelle cohorte » d’historiens « révisionnistes ».
Sheila Fitzpatrick a plaidé pour une histoire sociale qui ne se préoccupe pas des questions politiques, autrement dit qui s’en tienne rigoureusement à une perspective « par en bas ». Elle le justifiait par le fait que les universitaires avaient été fortement conditionnés à tout voir au travers du prisme de l’État : « les processus sociaux sans rapport avec l’intervention de l’État sont pratiquement absents de la littérature ». Sheila Fitzpatrick ne niait pas que le rôle de l’État dans le changement social des années 1930 avait été énorme. Elle a cependant été la seule à défendre la pratique d’une histoire sociale « sans la politique ». La plupart des jeunes « révisionnistes » ne voulaient pas dissocier l’histoire sociale de l’URSS de l’évolution du système politique. 
Sheila Fitzpatrick expliquait dans les années 1980 que lorsque le « modèle totalitaire » était encore largement utilisé, « il était très utile de montrer que le modèle avait un parti pris inhérent et qu’il n’expliquait pas tout à propos de la société soviétique. Maintenant, alors qu’une nouvelle génération d’universitaires considère quelquefois comme allant de soi que le modèle totalitaire était complètement erroné et néfaste, il est peut-être plus utile de montrer qu’il y avait certaines choses au sujet de la société soviétique qu’il expliquait très bien. » Elle ré-itérait cette explication en 2008, affirmant qu'elle avait réagi contre les « prétentions totalisantes du paradigme totalitaire », opposant aux « grands récits » une dose de « scepticisme », et un travail minutieux et empirique sur les « sources primaires ».

## Ouvrages
- (fr) Dans l’équipe de Staline, Perrin, 2018, 443 p.
- (en) Tear Off The Masks!: Identity and Imposture in Twentieth-Century Russia, Princeton University Press, 2005, 304 p.
- Le Stalinisme au quotidien. La Russie soviétique dans les années 30, Flammarion, 2002, 415 p. (compte rendu de Laurent Coumel).
- (en) avec Yuri Slezkine (dir.), In the Shadow of Revolution: Life Stories of Russian Women from 1917 to the Second World War, Princeton University Press, 2000, 456 p. (compte rendu de Martine Mespoulet).
- (en) (dir.), Stalinism: New Directions, Routledge, 1999, 272 p.
- (en) avec Robert Gellatley (dir.), Accusatory Practices: Denunciation in Modern European History, 1789-1989, University of Chicago Press, 1997, 240 p.
- (en) Stalin's Peasants: Resistance and Survival in the Russian Village After Collectivization, Oxford University Press, 1994, 406 p., rééd. 1996.
- (en) The Cultural Front: Power and Culture in Revolutionary Russia, Cornell University Press, 1992, 296 p.
- (en) avec Richard Stites (dir.), Russia in the Era of Nep: Explorations in Soviet Society and Culture, Indiana University Press, 1991, 352 p.
- (en) avec Lynne Viola (dir.), A Researcher's Guide to Sources on Soviet Social History in the 1930s, M. E. Sharpe, 1990, 296 p., rééd. 2006.
- avec Marc Ferro, Culture et révolution, Paris, Éditions de l'EHESS, 1989, 183 p.
- (en) The Russian Revolution, Oxford University Press, 1982, seconde édition 1994, troisième édition 2008.
- (en) Education and Social Mobility in the Soviet Union, 1921-1934, Cambridge University Press, 1979, 368 p., rééd. 2002
- (en) (dir.), Cultural Revolution in Russia, 1928-1931, Bloomington, Indiana University Press, 1978, 309 p.
- (en) The Commissariat of Enlightenment: Soviet Organization of Education and the Arts Under Lunacharsky October 1917-1921, Cambridge University Press, 1971, rééd. 2002, 406 p.
- (en) A World War II Odyssey: Michael Danos, En Route from Riga to New York, Bloomsbury Academic, January 2010,  (ISBN 978-1350239180), 336 p.[9]